# 578. grenadirski polk (Wehrmacht)
578. grenadirski polk (izvirno nemško 578. Grenadier-Regiment; kratica 578. GR) je bil pehotni polk Heera v času druge svetovne vojne.

## Zgodovina
Polk je bil ustanovljen 15. oktobra 1942 s preimenovanjem 578. pehotnega polka; dodeljen je bil 305. pehotni diviziji. Uničen je bil januarja 1943 v Stalingradu.
Ponovno je bil ustanovljen 1. aprila 1943 v Bretaniji.